# Семёновка (Мелитопольский район)
Семёновка (укр. Семенівка) — село,
Семёновский сельский совет,
Мелитопольский район,
Запорожская область,
Украина.
Население — 2869 человек (2001 год).
Является административным центром Семёновского сельского совета, в который, кроме того, входят сёла
Обильное,
Ровное и
Тамбовка.

## Географическое положение
Село Семёновка находится на правом берегу реки Молочная,
выше по течению на расстоянии в 0,5 км расположено село Тамбовка,
ниже по течению на расстоянии в 1 км расположен город Мелитополь,
на противоположном берегу — село Вознесенка.
Рядом проходит автомобильная дорога Т-0401.

## История

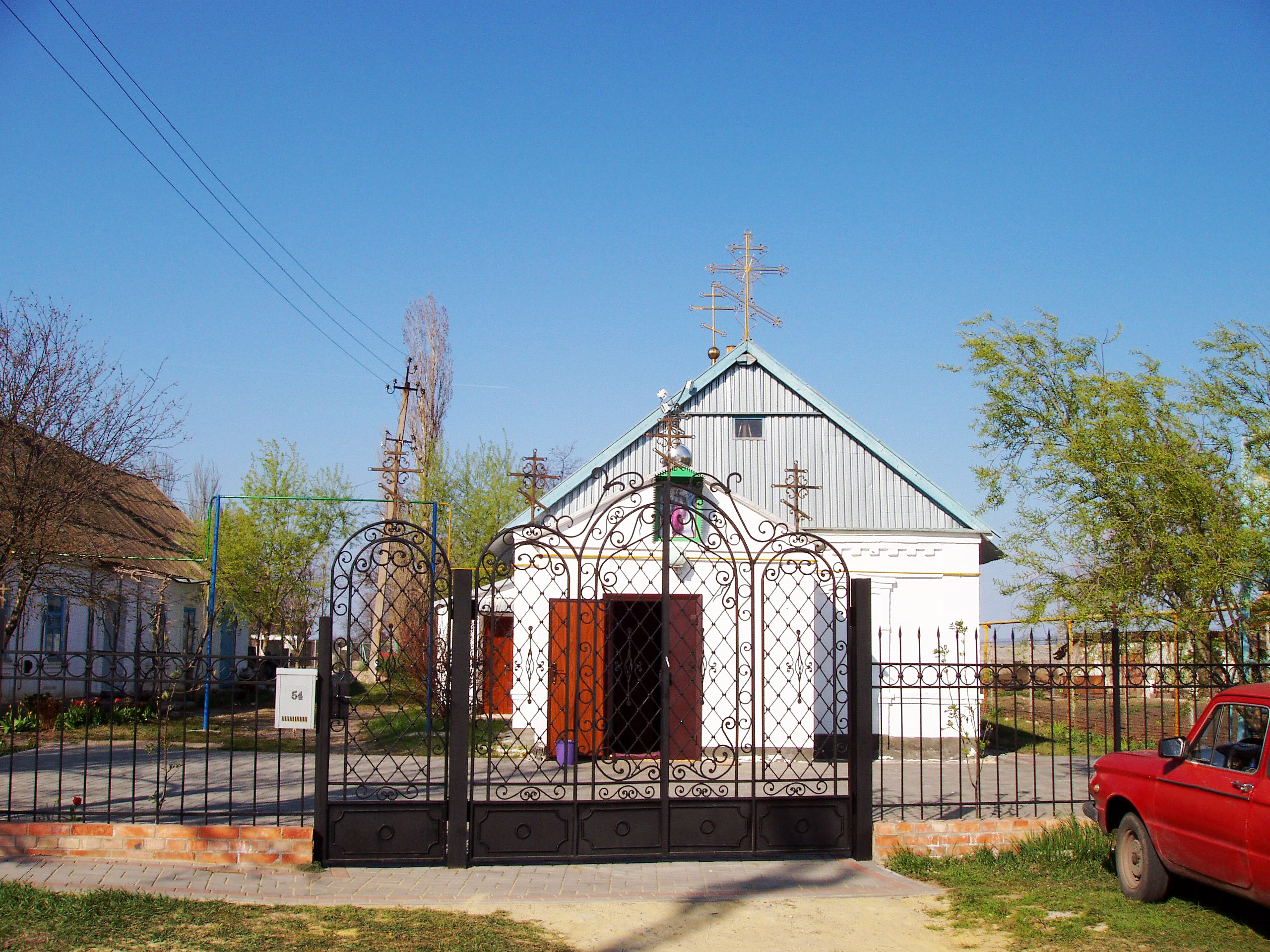
Храм

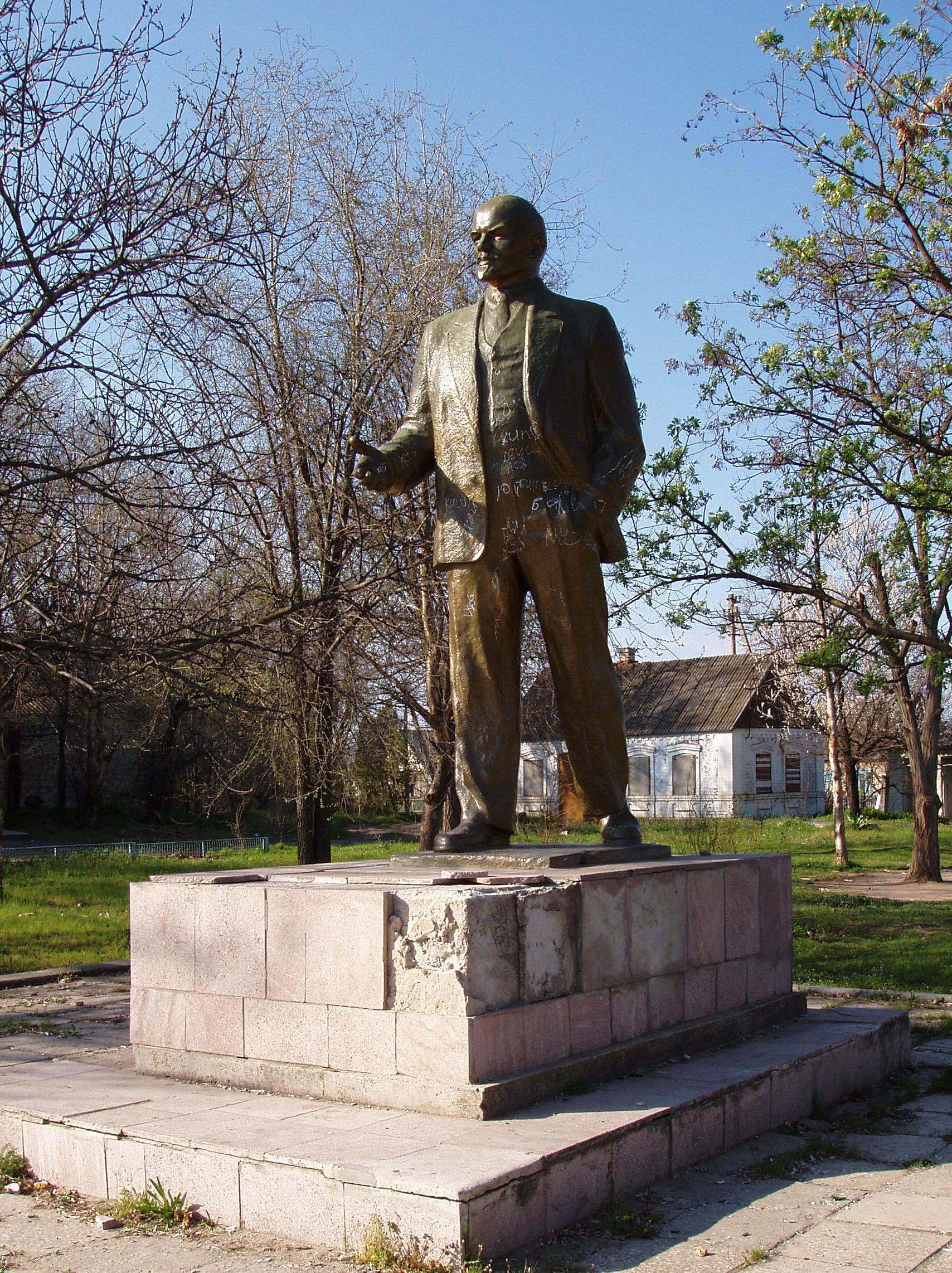
Памятник Ленину

### Древнее время
О заселении территории, где расположено село Семёновка, в древности свидетельствуют обнаруженные на окраине села и села Тамбовки остатки двух поселений эпохи бронзы (II тысячелетие до н. э.) и одного — скифского времени (V—IV вв. до н. э.).

### Российская империя
Село было основано в 1813 году под названием Сороковое. Первые переселенцы прибыли из сёл Черниговки и Андреевки, позже прибыло несколько семей из Днепровского уезда и Малой Белозерки Мелитопольского уезда.
В 1826 году зажиточные семьи ушли из Сорокового и на окрестных землях основали хутора, объединившиеся позднее в хутор Фёдоровку.
В начале 1830-х годов в Сороковое переселились государственные крестьяне из Миргородского уезда Полтавской губернии и Белгородского уезда Курской губернии, в 1850-х годах — переселенцы из Курской и Орловской губерний. Располагалось село на 40-м казенном участке в Терпеньевской волости Мелитопольского уезда и получило название Сороковое.
Население занималось в основном животноводством: разводили лошадей, овец и крупный рогатый скот, а также выращивали пшеницу. В 1841 году в селе провели первый передел земли на 493 ревизские души, на каждую из которых пришлось по 11,5 десятины, включая усадьбу, пашню и толоку. Культура земледелия была низкой. Крестьяне собирали в среднем по 16—20 пудов зерна с десятины.
В 1870 году Сороковое было переименовано в Семёновку.
В конце XIX века, по мере развития капиталистических отношений и увеличения спроса на зерно, животноводство уступило место земледелию. К 1884 году наделы земли Семёновских крестьян уменьшились в два раза по сравнению с 1841 годом, и теперь составляли 5,8 десятины. По данным переписи 1884 года, из 288 дворов 6 не были приписаны к общине и права на надельную землю не имели.
На рубеже веков углублялся процесс классового расслоения крестьян. К началу XX века в Семеновке было уже 26,9 процента крайне обнищавших хозяйств. Спасаясь от голода и нужды, значительная часть бедноты оставляла село и в поисках заработка переселялась, зачастую с семьями, в Мелитополь и другие города, пополняя ряды городского пролетариата.
В конце XIX—начале XX в. в Семёновке действовали четыре школы — две церковно-приходские и две школы грамоты. В 1875 г. открыли библиотеку, насчитывавшую 1,2 тыс. книг. Накануне Первой мировой войны в Семеновке насчитывалось 400 дворов и проживало 3546 человек.

### Советский Союз
В апреле 1918 года Семёновку захватили германо-австрийские войска и принудили население выплатить огромную контрибуцию. Во время Октябрьской революции село несколько раз переходило от белогвардейцев к большевикам и наоборот. В середине января 1920 года бойцы 42-й стрелковой дивизии 13-й советской армии освободили его. После захвата в июне 1920 года Мелитополя врангелевцами Мелитопольский коммунистический батальон передислоцировался в Семёновку. В ночь на 30 октября 1920 года 25-й, 26-й и 29-й кавалерийские полки 1-й бригады 5-й кавалерийской дивизии 13-й советской армии окончательно установили советскую власть в селе.
Тяжёлым испытанием стала засуха 1921 года. Также голод и засуху переживало село в 1924 г., 1932—1933-х гг., 1947 года. Средний урожай составлял около 3 центнеров с гектара.
В сентябре-октябре 1941 года в районе Мелитополя проходили бои, получившие в немецкой литературе название «Сражение у Азовского моря». Армии советского Южного фронта противостояли 1-й армии Манштейна и румынским частям. В конце сентября 1941 года в ходе контрнаступления им удалось разбить севернее Мелитополя несколько румынских частей, из-за чего немцам пришлось закрывать прорыв частями, предназначенными для штурма Крыма. В результате был сорван быстрый захват Севастополя и организована его оборона частями Приморской армии, эвакуированной из-под Одессы. В свою очередь, немецкие войска, бросив в бой 1-ю танковую армию, перешли в наступление в начале октября, и прорвав советскую оборону, окружили 18-ю армию Южного фронта восточнее Мелитополя. Более 100 тысяч солдат и офицеров попало в плен. Командующий армией генерал-лейтенант А. К. Смирнов погиб. Было потеряно 212 танков и 672 артиллерийских орудия.
6 сентября 1943 года началась Мелитопольская наступательная операция войск Южного фронта. Целью Мелитопольской операции был разгром группировки противника, оборонявшей рубеж на реке Молочная, освобождение Северной Таврии и выход к низовьям Днепра. Наступление началось 26 сентября. В районе села Семёновка, через которое проходила оборонительная линия противника, развернулись ожесточённые бои. До 30 сентября войскам фронта удалось вклиниться в оборону противника лишь на 2—10 км. 9 октября наступление возобновилось, уже к концу дня фронт был прорван, танковые и кавалерийские корпуса устремились в прорыв. 23 октября 1943 года был освобождён город Мелитополь. 24 октября 1943 года была освобождена Семёновка.
В годы застоя в Семёновке работал колхоз «Путь Ленина».

### НезависимаяУкраина
При распаевании земель КСП «Колос» были допущены ошибки, в результате которых более 1200 пайщиков оказались ущемлены в правах. Решение конфликта затянулось, по крайней мере, до 2008 года.

## Экономика
- «Агротехполис», ЧП.
- «ВВМ», ФХ.
- Усадьба Елифиренко предоставляет услуги в области сельского зелёного туризма.[7]

## Объекты социальной сферы
- Школа. Кроме детей из Семёновки, в школу приезжают ученики из сёл Семёновского сельсовета — Обильного, Тамбовки и Ровного. В 2012 году для подвоза детей школа получила школьный автобус.[8]
- Фельдшерско-акушерский пункт.
- Библиотека. В 2012 году было открыто новое помещение библиотеки.[9]
- Дом культуры.[10]
- Храм архангела Михаила. Подчинён Запорожской и Мелитопольской епархии Украинской православной церкви Московского патриархата.[11]

## Улицы
- Дружбы. Идёт от Пролетарской улицы к автодороге Т-0401, параллельно Первомайской улице[12]. До декабря 2015 года улица называлась Краснофлотская, переименована в связи с законом о декоммунизации[13].
- Дружбы пер. До декабря 2015 года назывался Краснофлотский[13].
- Зелёная. Идёт от Садовой улицы к автодороге Т-0401, параллельно Первомайской улице.
- Криворотько. Идёт от центра села на юг, перпендикулярно Первомайской улице.
- Садовая. Идёт от Зелёной улицы на юг, параллельно Пролетарской улице.
- Луговая. В северной части села, параллельно Михайловской улице.
- Межевая. Идёт от центра села на юг, перпендикулярно Первомайской улице.
- Михайловская. По улице проходит дорога, ведущая в Тамбовку и Новопилиповку[12]. До декабря 2015 года улица называлась Октябрьская, переименована в связи с законом о декоммунизации[13].
- Михайловский пер. До декабря 2015 назывался Октябрьский[13].
- Мякотина. Идёт от школы к автодороге Т-0401, параллельно Первомайской улице[12]. Названа в честь И. М. Мякотина — уроженца села, погибшего в Великой Отечественной войне и посмертно награждённого званием Герой Советского Союза.
- Первомайская. Главная улица села. Ведёт от центра села к автодороге Т-0401. На улице находятся сельсовет, школа, клуб.
- Подгорная. Параллельна Михайловской улице[12]. Дорога очень низкого качества, особенно около въезда на Михайловскую улицу[14].
- Почтовый пер. Идёт от Михайловской улицы в сторону Молочной реки.
- Пролетарская. Идёт от центра села на юг, перпендикулярно Первомайской улице.
- Шевчука пер. Идёт от Михайловской улицы в сторону Молочной реки.
- Школьный пер. Между улицами Пролетарской и Криворотько, параллельно Первомайской улице[12].

## Известные жители
- И. М. Мякотин — уроженец села, погибший в Великой Отечественной войне и посмертно удостоенный звания Герой Советского Союза
- К. И. Омельянова — свинарка колхоза «Путь Ленина», Герой Социалистического Труда[5]
- Шевчук Александр Викторович (1961—1980) — уроженец села, погибший в Афганской войне и посмертно награждённый орденом Красной Звезды[15]